# Cobra (transportable Achterbahn)
Cobra (vormals Xenox) ist eine transportable Stahlachterbahn mit Inversion des Herstellers Interpark, einem Nachfolgeunternehmen von Pinfari. Die Bahn wurde speziell für die beengten Platzverhältnisse auf Schweizer Festplätzen angepasst und hat deshalb eine für transportable Achterbahnen ungewöhnliche, dreieckige Grundfläche. Sie ist die erste Ausführung des Modells Wild Wind des Herstellers als transportable Version. Der Schweizer Schausteller Andreas Bauer reiste mit der Bahn von 2009 bis 2012 als Xenox. Die offizielle Einweihung fand am 11. Juni 2009 auf dem Nordstadt-Fest in Zürich statt. Seit 2013 ist die Bahn Eigentum des Münchener Schaustellers Angelo Agtsch. Ihre Deutschlandpremiere als Cobra feierte die Bahn auf der Palmkirmes in Recklinghausen am 15. März 2013.
Seit 2018 ist die Achterbahn im Freizeit-Land Geiselwind fest installiert.
Auf nur 200 Meter Fahrstrecke durchfährt die Bahn nach dem Kettenlift eine Linkskurve zur Ersten Abfahrt der ein Sidewinder (halber Looping mit anschließender halber Schraube) folgt. Nach einer linksläufigen Helix fährt der Zug nach einer weiteren Linkskurve in die Schlussbremse. Die beiden Züge der Bahn haben jeweils fünf Wagen mit Plätzen für zwei Personen in einer Reihe. Damit erreicht die Bahn laut Herstellerangabe eine Kapazität von 400 Fahrgästen pro Stunde.
Die Anlage benötigt zum Aufstellen einen dreieckigen Platz von 30,3 Meter × 21 Meter und einen Stromanschluss, der bei 400 Volt 150 Ampere liefert. Als Xenox war die Bahn futuristisch thematisiert, Cobra hat ein Dschungelthema.